# Шмак
Шмакът (Rhus) е род листопадни дървета или храсти, обхващащ около 125 различни вида, от семейство Смрадликови, разпространени в райони с умерен и топъл климат. Отглеждан на открито шмакът достига до 6 m височина, а в саксия – около 2 m. Цъфти през юни и юли. Есенната му окраска е в оранжево-червената гама и е много красива.
Плодовете на някои от видовете от рода, стрити на прах, широко се използват като подправка, известна в България и под имената смак, сумак, сумах, зумак, смагилка и готварска смрадлика. Използва се главно в кухните на народите от Близкия изток. В Турция подправката е широко използвана за овкусяване на салати и меса.

## Видове
- Rhus aromatica
- Rhus chinensis
- Rhus copallina
- Rhus copallinum
- Rhus coriaria – Дъбилен шмак
- Rhus dentata
- Rhus glabra
- Rhus hirta
- Rhus integrifolia
- Rhus kearneyi
- Rhus lanceolata
- Rhus michauxii
- Rhus microphylla
- Rhus ovata
- Rhus pentaphylla
- Rhus sandwicensis
- Rhus trilobata
- Rhus typhina – Влакнест шмак
- Rhus virens